# Pawo Rinpoché
Pawo Rinpoché est un des plus hauts maîtres des enseignements du bouddhisme tibétain et de la tradition karma-kagyu. Sa lignée d'incarnation est considérée comme une émanation du Bouddha Amitābha. Les Pawo Tulkus ont été mentionnés dans les trésors cachés, les termas, de Padmasambhava. Le 11e et actuel Pawo Rinpoché, Tsouglag Mawéi Drayang, est né en 1993 à Nagchu au Tibet.

## Avant la lignée des Pawo Rinpochés
Les premiers personnages de la lignée vécurent en Inde :
- Prajñakaramati (950-1030) (tib. shes rab 'byung gnas blo gros) fut, selon les sources, l'un des gardiens de porte de l'université monastique de Nâlandâ ou de Vikramaśīla. Il est connu pour avoir rédigé un commentaire exhaustif du Bodhicaryāvatāra de Shantideva ;
- Kapalabhadri (XIe siècle) (tib. bde skyong bzang mo) fut une femme pratiquant autant la voie des tantras que des sutras ;
- Lalitajñana (XIIe siècle) (tib. rol pa'i ye shes) fut un pratiquant des tantras qui voyagea en Inde et en Chine, notamment vers le Mont Wutai où il mourut.

Ensuite, il y eut quatre incarnations au Tibet :
- Rongteun Tcheudjé (tib. rong ston chos rje) (XIIIe siècle), souvent confondu avec le maître de la lignée Sakyapa Rongteun Shedja Kunrig
- le grand tertön Rinchen Lingpa (tib. rin chen gling pa) (1295-1375), souvent confondu avec Ratna Lingpa, qui découvrit de nombreux termas au Tibet mais aussi en Inde ;
- Sheunou Lhundroup (XIVe siècle) (tib. gzhon nu lhun grub) et Gyaltsen Palzang (XVe siècle) (tib. rgyal mtshan dpal bzang) qui furent tous deux des tertöns.

## Liste des Palden Pawo (Pawo Rinpoché)
1. Tcheuwang Lhundroup (1455 - 1503)
2. Tsouglag Trengwa (1504 - 1566)
3. Tsouglag Gyatso (1568 - 1630)
4. Tsouglag Kuntou Zangpo (1633 - 1649)
5. Tsouglag Trinlé Gyatso (1650 - 1699)
6. Tsouglag Teundroup (1701 - 1718)
7. Tsouglag Gawéi Wangpo (1719 - 1781)
8. Tsouglag Tcheukyi Gyelpo (1785 - 1840)
9. Tsouglag Nyindjé Wangpo (1841 - 1910)
10. Tsouglag Mawéi Wangchoug (1912 - 1991)
11. Tsouglag Mawéi Drayang (1993 - )

## La lignée des Pawo Rinpoché
Enfin, commence la lignée dont les détenteurs portent le nom de Pawo (tib. dpa' bo). 
Les précédents Pawo Rinpoché ont tous été des disciples proches des Karmapas, des  Shamarpas et des Taï Sitou Rinpochés mais aussi des principaux maîtres de la lignée Nyingmapa. Au XIXe siècle, ils participèrent au mouvement Rimé. Ils ont été connus pour leur érudition et leur compétence de yogi.

### Le1erPalden Pawo

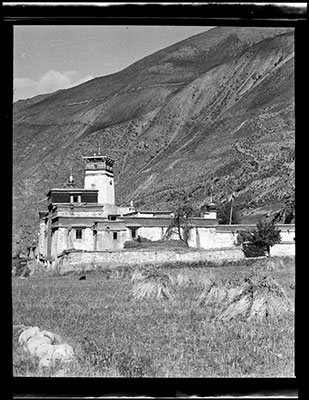
Lhodrak Sekhar Guthok, tour de Milarépa de neuf étages, dans le Lhodrak en 1950

Le 1er Pawo Rinpoché devint disciple du 7e karmapa et fonda son principal siège monastique à Sékhar Gouthog.
Il naquit en 1455 dans le haut Yarlung, non loin des rives du Brahmapoutre, dans une résidence de Kunga Legpa, le dernier souverain de la dynastie Pagmodrou (1358-1481).
Il montra très tôt des prédispositions spirituelles, mais ses parents n'y prêtèrent guère attention, ou s'opposèrent à sa volonté. Toute son enfance, il exprima vainement son désir ardent de suivre une vie spirituelle. Finalement, quand il eut 16 ans, il se résolut à fuir le domicile familial en emportant avec lui un reliquaire en or. Il partit rejoindre Lhundé Rabdjampa (?-?), dont on ne sait presque rien, si ce n'est qu'il était un maître réputé du Maha-Ati (Dzogchen).
Il eut alors un rêve dans lequel lui apparut le Découvreur de Trésors Gourou Tcheuwang (1212-1270) qui lui dit : « Tu feras le bien d'autrui comme je l'ai fait », puis il lui donna les vœux de novice et son propre nom, Tcheuwang. Par la suite, à peine eut-il reçu les instructions sur le Mahamudra qu'il les réalisa et, pour lui, tout devint indifférencié.
Dans un premier temps, il eut principalement le soutien de trois maîtres réputés : Lhundé Rabdjampa, le premier qu'il rencontra ; Ngawang Dragpa (1418-1496), le 12e détenteur du trône de Talung Goeun, le siège de la lignée Talung Kagyu ; et le 2e Gyalwang Drukpa, Kunga Paldjor (1428-1476).
Les biographes évoquent ses très grandes capacités spirituelles, ainsi que ses accomplissements ordinaires : visions et miracles jalonnaient ses pérégrinations, au point que bientôt certains le prirent pour un fou ou, au contraire, pour un être au comportement souvent extravagant, mais remarquable. On le surnomma Pawo, le Héros, et dès lors, on ne le connut plus que sous le nom de Pawo Tcheuwang Lhundroup, le « Héros, puissance spontanée du Dharma ».
Il rencontra le 7e karmapa Tcheudrag Gyatso (1454-1506) qui le reconnut comme son égal et lui demanda de prendre en charge le monastère de Drowo Loung Sékar, dans le Lhodrag, au sud du pays, là où avait vécu le père de la lignée, Marpa le traducteur (1012-1097), et où son disciple Milarépa (1052-1135) avait construit une tour durant ses années d'épreuves auprès de son maître. Pawo Tcheuwang Lhundroup, quant à lui, reconnut en karmapa son principal maître.
Devenu l'un des détenteurs de la lignée karma-kagyu, il passa le reste de sa vie essentiellement à Drowo Loung Sékar. Outre les enseignements nyingmas dont il était le détenteur, il transmit aussi les enseignements propres aux karma-kagyus, notamment ceux qui étaient particuliers à Drowo Loung Sékar, comme la pratique des yogas de Naropa (Tcheu drouk sékarma).
Il mourut en 1503. Ses disciples furent très différents les uns des autres. Le seigneur le plus puissant d'alors, le prince Deunyeu Dordjé (1452/53-1512), qui avait mis ses armées au service du 4e shamarpa, Tcheukyi Dragpa (1453-1524), comptait parmi ceux qu'avait instruit le 1er Pawo Rinpoché. À l'opposé du prince, au nombre de ses plus proches disciples, on trouvait son frère cadet, le yogi errant Ritreu Rétchen (?-?), et le Fou du U, Kunga Zangpo (1458-1532).

### Le2ePawo Rinpoché
Le 2e Pawo Rinpoché, Tsouglag Trengwa, un des plus importants historiens du Tibet, écrivit d'importants traités philosophiques, historiques et astrologiques.

### Le10ePalden Pawo
Tsouglag Mawéi Wangchoug (1912-1991) fut le 10e Pawo Rinpoché. 
Il fut reconnu par le 15e karmapa, Khakyab Dordjé qui, le 4e jour du 6e mois de l'année du Lièvre de Bois, soit le 16 juillet 1915, procéda à la cérémonie d'entrée en religion et lui donna son nom : Gyourmé Rangjoung Dagpei Dordjé Thegtchog Tsouglag Mawéi Wangtchoug Nampar Gyalwai Dé. Quelques jours plus tard, le karmapa l'intronisa solennellement à Nénang et lui transmit l'initiation de longue vie de Tara blanche, composant à l'occasion une prière afin de garantir sa longévité. Tous les Palden Pawos sont des manifestations du Bouddha Amitābha et de Padmasambhava ; plus particulièrement, le nouveau maître de Nénang fut reconnu comme une manifestation humaine de Vajrapani, le protecteur des tantras.
À partir de 1917, le karmapa l'éleva comme son propre fils avec ses enfants, notamment le 2e Jamgon Kongtrul Lodrö Thayé, Khyentsé Euser (1904-1953) qui était de quelques années l'aîné du nouveau Palden Pawo. Dès lors, il reçut l'intégralité des enseignements kagyu propres aux karmapas, auxquels s'ajoutèrent tous ceux que le karmapa recevait de maîtres réputés de différentes lignées, notamment les Nyingmapas Kathok Sitou (1880-1925), et Minling Dodzin (?-?), et presque l'ensemble des enseignements des autres écoles.
En 1922, malgré son jeune âge, le 10e Palden Pawo supervisa les cérémonies funéraires célébrées pour le 15e karmapa qui venait de décéder. Quelques années plus tard, en 1925, il se rendit à Lhassa où il rencontra le 13e dalaï-lama Thubten Gyatso qui accomplit pour lui une cérémonie d'entrée en religion et l'incita à prendre les vœux monastiques complets le moment venu, ce que Palden Pawo accepta. L'année suivante, le 27 février 1926, jour de la pleine lune du premier mois de l'année du Tigre de Feu, au cœur des grandes festivités du Mönlam qui se déroulaient à Lhassa, le dalaï-lama lui conféra ses premiers vœux monastiques de Guétsul et, à cette occasion, lui donna le nom de Pawo Tsouglag Thoubten Kunsel. Par la suite, de retour à Nénang, il s'enferma en retraite dans l'ermitage de Samten Tsésar que le 2e shamarpa avait fondé au-dessus du monastère. Il y accomplit à plusieurs reprises les pratiques et méditations du Mahamudra.
Le karmapa reprit naissance dans le Kham en 1924 où le 11e Tai Sitou, Péma Wangtchoug Gyelpo (1886-1952), le prit sous sa tutelle. En 1931, le 16e karmapa, Rangdjoung Rigpéi Dordjé, revint à Tsourphou, accueilli en chemin par le 2e Kongtrul Rinpoché, le 11e Gyaltsab Rinpoché, Dragpa Gyatso (1902-1959), et le 10e Palden Pawo qui organisèrent en son honneur de fastueuses cérémonies. Lors de l'intronisation du nouveau karmapa, Pawo Rinpoché fit de somptueuses offrandes et formula des prières de longue vie pour le nouveau chef des karma-kagyus. Dès lors, le Karmapa séjourna régulièrement à Nénang où Pawo Rinpoché lui transmit des enseignements.

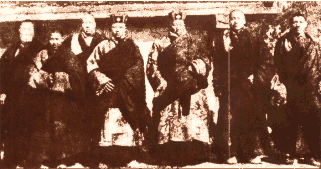
De gauche à droite, Jamgön Kongtrul Rinpoché, le 4e Palpoung Ongan Rinpoché, Dzigar Kongtrul Rinpoché, le 16e karmapa, le 11e tai sitou, Trého Rinpoché et le 10e Pawo Rinpoché, monastère de Palpoung au Tibet oriental, en 1939.

En 1940, il entama un long voyage dans le Kham pour se rendre à Palpung, le monastère des Tai Sitou où résidaient de grands maîtres détenteurs de précieux enseignements, dont ceux collectés par les fondateurs du mouvement Rimé. Il y resta 4 ans, transmettant les enseignements reçus du 15e karmapa, et recevant à son tour des instructions du 11e Tai Sitou, du 1er Bérou Khyentsé Rinpoché, Mizé Djampéi Gotcha (1890-1946), et de Shetchen Kongtrul (1901-1960). On disait de lui qu'il recevait les enseignements à la manière dont on remplit un vase à ras bord, ne perdant absolument rien de ce qui lui était transmis.
En 1944, le grand corbeau de Nénang, l'oiseau lié au protecteur du monastère, apparut à Palpung. Pawo Rinpoché comprit qu'il était temps pour lui de rentrer au Tibet central et il entama donc le chemin du retour avec l'oiseau pour escorte. Nénang comptait alors une centaine de moines ; il fit construire un ermitage pour qu'ils puissent effectuer des retraites de yidam, condition préalable qu'il donnait pour qu'ils soient à même d'effectuer les rituels funéraires.
Comme le 13e dalaï-lama l'avait souhaité, il reçut les vœux monastiques complets en 1947 du 2e Kongtrul Rinpoché. Soucieux de maintenir l'héritage spirituel de sa lignée d'incarnations, en 1949, il dirigea la restauration du monastère de Drag-ngag qui était sous la responsabilité des Palden Pawo depuis Pawo Tsouglag Gawa, au XVIIIe siècle. Dans l'optique de faciliter les pratiques de purification de nyoungné qu'accomplissaient les habitants du village de Kado, au pied de Nénang, il leur fit construire un temple qui leur était dédié. Il alloua aussi une rente à ce temple de manière que son entretien ne dépende pas des villageois.
La défaite des armées tibétaines face aux troupes communistes chinoises en 1950-1951 bouleversa l'organisation du pays. Palden Pawo Rinpoché parvint à maintenir la stabilité au sein de son monastère et, en 1954, il partit effectuer le grand pèlerinage du mont Kailash, à l'ouest du Tibet. Deux ans plus tard, peu avant de partir en Inde pour assister aux grandes cérémonies célébrées pour les 2 500 ans du Bouddha, le 14e dalaï-lama rendit visite au monastère du karmapa, Tsourphou. En chemin, il fit halte à Nénang où Pawo Rinpoché l'avait convié à donner les enseignements de La Voie et ses étapes, le Lamrim composé par Tsongkhapa (1357-1419), le fondateur de la lignée Gelugpa. Le jeune dalaï-lama conféra aussi l'initiation d'Avalokiteśvara à une foule nombreuses de moines, d'ermites et de laïcs, et fit des rituels de consécration du monastère.
Dans les premières semaines de 1959, il se rendit à Lhassa pour y faire des offrandes à la statue du Jowo, dans le temple du Tsouglagkhang, le plus vénéré du Tibet, mais il dut quitter la ville plus tôt qu'il ne l'aurait souhaité. La situation politique était tendue au point que tous ceux qui en avaient la possibilité envisageaient de fuir le pays, lorsque ce n'était pas déjà fait. Même si, à Nénang, quelques-uns de ses proches ne croyaient pas en l'imminence du danger, il était convaincu que les prophéties de Padmasambhava annonçant une période sombre pour le Dharma au Tibet étaient sur le point de se réaliser.
Dans la nuit du 23 mars, quelques jours après le dalaï-lama, il partit avec quelques proches par le Sud, arrivant sain et sauf au Bhoutan, puis en Inde où il séjourna dans un camp de réfugiés avant de s'installer à Kalimpong au Bengale Occidental.
Pendant que le 16e karmapa s'installait au Sikkim, le 14e dalaï-lama reformait son gouvernement, d'abord à Mussoorie, puis à Dharamsala (Himachal Pradesh). Très tôt conscient de l'importance qu'il y avait à sauvegarder la culture laïque et religieuse des Tibétains, le dalaï-lama désigna à des postes clés des personnages connus pour l'étendue de leur savoir. C'est ainsi qu'il demanda à Palden Pawo Rinpoché de prendre en charge la chaire Kagyu de l'université sanscrite de Varanasi en 1962. Il y resta jusqu'en 1966, rencontrant là quelques Occidentaux, dont le tibétologue américain Herbert V. Günther (en) qui dirigeait la section tibétaine de l'université. Il y transmit de nombreux enseignements à de nouveaux disciples indiens, dont les six yogas de Naropa, et rédigea un ouvrage sur le Mahamudra. Finalement, même s'il alternait ses séjours à Bénarès avec de courtes périodes à Darjeeling et à Kalimpong, il demanda au dalaï-lama d'être relevé de ses fonctions tant le climat lui était difficile.
Depuis son départ du Tibet, il avait souvent émis le souhait, tant auprès du karmapa que du dalaï-lama, de tout abandonner pour mener une existence de pratiquant errant, en Inde ou dans les régions himalayennes. Le karmapa et le dalaï-lama s'y opposèrent avec fermeté : la situation des religieux tibétains exilés était très difficile et son départ comme mendiant créerait de grandes difficultés pour tous tant rares étaient les maîtres compétents qui avaient pu fuir. Considérant aussi qu'une telle décision pourrait poser des difficultés à son entourage immédiat, Pawo Rinpoché consentit à mener l'existence d'un lama de haut rang. Cependant, plutôt que de faire construire un monastère, il préféra rester en retraite, s'établissant au Bhoutan et séjournant parfois dans le nord de l'Inde, ou au Sikkim. Il dispensa les enseignements dont il était le détenteur aux autres maîtres des lignées kagyüpa ou nyingmapa.
En 1975, il accepta l'offrande d'une ferme en ruine en France, près de la vallée de la Vézère, où déjà le 16e karmapa avait séjourné. Il y vécut définitivement à partir de 1978, fondant l'ermitage de Néhnang Samten Choling près de Plazac, consacré aux retraites du Mahamudra, non loin de centres d'études du bouddhisme tibétain créés par Dudjom Rinpoché (1904-1987), chef de l'école nyingmapa, le  karmapa,  Dilgo Khyentse Rinpoché (1910-1991), puis la famille de Kangyour Rinpoché.
En 1982, le 14e dalaï-lama se rendit en France à l'invitation du centre Gelugpa de Vajrayogini, non loin de Toulouse. À la demande de Pawo Rinpoché, le dalaï-lama conféra l'initiation d'Avalokiteśvara aux nombreux Occidentaux venus écouter son enseignement. Lors d'un entretien privé, le dalaï-lama lui fit part de ses inquiétudes quant à l'avenir de la lignée des Palden Pawo, demandant à Pawo Rinpoché de rester en vie encore longtemps et de songer à garantir le futur. Pawo Rinpoché rassura le dalaï-lama et lui déclara que, dans son cas, une lettre de prédiction serait même inutile tant les signes de son retour seraient évidents. Se prosternant à ses pieds, le dalaï-lama lui offrit alors son Corps, sa Parole et son Esprit en lui faisant don d'une cloche, d'un rosaire et d'un texte. À chaque fois que l'occasion lui était donnée, le dalaï-lama soulignait combien rares étaient les bodhisattvas comme Pawo Rinpoché tant sa vie, uniquement dédiée au bien d'autrui, était exemplaire.
Afin d'assurer la pérennité de sa lignée, il se décida à faire bâtir un monastère. Malgré les efforts fournis par d'anciens disciples qui, au Tibet, commençaient à reconstruire le monastère de Nénang sur les ruines de l'ancien, détruit pendant la révolution culturelle chinoise, il n'était pas envisageable que Pawo Rinpoché y retourne. C'est dans le lieu saint de Bodnath, non loin de Katmandou au Népal, que les travaux d'un nouveau monastère, Nénang Phuntsog Chodar Ling, débutèrent au début des années 1980 et Pawo Rinpoché s'y établit en novembre 1986. Il y rassembla une petite communauté de moines et continua de transmettre les enseignements qu'il détenait.
Le 20 août 1991, sa respiration commença à faiblir et son état de santé se dégrada jusqu'au 22 août au soir, quand il cessa de respirer. À cet instant, en France, le dalaï-lama visitait la chambre de Pawo Rinpoché pour lui adresser ses prières et lui rendre hommage.
Vivant dans la plus grande simplicité, il lisait quotidiennement le petit texte de Thokmé Zangpo, Trente-sept stances sur la pratique des Bodhisattvas, dont l'objet est la conduite altruiste. Il n'enseignait que par de courtes instructions-clés adaptées à chacun de ses disciples et l'on disait de lui que d'entendre ne serait-ce qu'un mot de sa bouche revenait à recevoir toutes les initiations et toutes les explications délivrées par le Bouddha. S'il était un maître compétent dans tous les domaines de l'esprit, lui-même se considérait comme un être ordinaire sur le chemin spirituel.
Ses disciples furent très nombreux. Parmi eux, les plus connus en Occident sont le 16e karmapa, les quatre principaux religieux de la lignée karma-kagyu (Shamar Rinpoché, Gyaltsab Rinpoché, Taï Sitou Rinpoché et Jamgoeun Rinpoché), Chatral Rinpoché, Tenga Rinpoché, Kalou Rinpoché, Dilgo Khyentse Rinpoché, Zigar Tchoktrul Rinpoché… Nombreux furent les autres avec lesquels il avait des relations particulières, comme Dudjom Rinpoché, Thouksé Rinpoché, ou bien encore Tersé Tulkou, le petit-fils du grand découvreur de Trésors du XIXe siècle, Chogyur Lingpa.
Palden Pawo Rinpoché considérait comme ses fils spirituels le 12e Gyalwang Drukpa, le chef de la lignée Droukpa-Kagyu, et le 12e Gyaltsab Rinpoché. Son monastère népalais et son siège européen restèrent sous la conduite avisée des deux lamas qui l'avaient assisté tout au long de leur vie, les lamas Karma Tsultrim et Ngédeun Chopel.

## L'actuel et11ePalden Pawo
Tsouglag Mawéi Drayang est né en 1993. L’actuel et 11e Pawo Rinpoché a été reconnu par le 17e Karmapa, Orgyen Trinley Dorje et assumé alors son siège au monastère de Nenang au Tibet. À un jeune âge, il a demandé à ses assistants de déterrer un morceau de terre. Après des jours passés à creuser très profondément, ils ont découvert des articles sacrés enterrés par Nenang Pawo des incarnations passées. Ces pierres incluses sacrées à Padmasambhava et d’autres reliques. La mémoire du jeune Nenang Pawo et ses capacités montrent qu'il est la vraie incarnation.
À la suite de l'évasion de Orgyen Trinley Dorje en Inde en 2000, des rapports sont apparus indiquant qu’en représailles, le jeune Pawo, âgé de huit ans, a été renvoyé de son lieu de résidence habituel au monastère de Nyenang et mis sous surveillance et que son éducation religieuse avait été restreinte : il dut abandonner ses habits monastiques et rejoindre une école laïque.